# 渋谷稔也
渋谷 稔也（しぶたに としや、1958年5月6日 - 2020年5月4日）は、大阪府出身のプロゴルファー。

## 来歴
熊本空港カントリークラブで初めて開催された1984年の九州オープンでプロデビューし、鈴木規夫・秋富由利夫・白石達哉・中川原邦治・上田鉄弘・池原厚を抑えて初優勝を飾り、1979年の中四国オープンを制した重信秀人以来2人目となるデビュー戦優勝となった。
1987年の九州オープンでは6位、1991年の関西オープンでは上出裕也・甲斐俊光と並んでの4位タイに入り、1992年のミズノオープンを最後にレギュラーツアーから引退。
2020年3月まで3期6年間、日本プロゴルフ協会副会長（総務財務委員長）を務め、在任中はPGAの財政健全化、地元の関西地区におけるゴルフ振興などに尽力。
2020年5月4日午後7時9分、膵癌のため、東大阪市の自宅で死去。享年61歳。

## 主な優勝
- 1984年 - 九州オープン